# Paul Lotsij

Paulus »Paul« Jan Lotsij, nizozemski veslač, * 4. februar 1880, Dordrecht, † 19. september 1910, Amsterdam.
Lotsij je bil na  Poletnih olimpijskih igrah 1900 v Parizu član nizozemskega čolna Minerva Amsterdam, ki je v disciplini četverec s krmarjem osvojil srebrno medaljo. Paul je mlajši brat soveslača Geerta Lotsija.